# Bärfendals församling
Bärfendals församling var en församling i Göteborgs stift och i Munkedals kommun. Församlingen uppgick 2010 i Svarteborg-Bärfendals församling.

## Administrativ historik
Församlingen har medeltida ursprung.
Församlingen var till 1 maj 1917 annexförsamling i pastoratet Tossene, Askum och Bärfendal som från 1772 även omfattade Kungshamns församling och från 1909 Hunnebostrands och Malmöns församlingar. Från 1 maj 1917 till 1962 var församlingen annexförsamling i pastoratet Tossene, Hunnebostrand och Bärfendal. Från 1962 till 2010 var den annexförsamling i pastoratet Svarteborg och Bärfendal. Församlingen uppgick 2010 i Svarteborg-Bärfendals församling.
Vid en brand i Tossene prästgård 1898 förstördes pastoratets arkiv och därmed kyrkböcker för släktforskning.

## Kyrkobyggnader
- Bärfendals kyrka

### Fotnoter
1. ↑  Nationell Arkivdatabas Referenskod: SE/143004000, läst: 13 juli 2018.[källa från Wikidata]
2. ↑  ”Förteckning (Sveriges församlingar genom tiderna)”. Skatteverket. 1989. http://www.skatteverket.se/privat/folkbokforing/omfolkbokforing/folkbokforingigaridag/sverigesforsamlingargenomtiderna/forteckning.4.18e1b10334ebe8bc80003999.html. Läst 17 december 2013.
3. ↑  ”Församlingar”. Statistiska centralbyrån. https://www.scb.se/hitta-statistik/regional-statistik-och-kartor/regionala-indelningar/forsamlingar/. Läst 30 december 2022.